# Philippe Robrecht
Philippe Robrecht (Zele, 2 januari 1966) is een Vlaams zanger, producer en multi-instrumentalist.

## Carrière
In 1992 bracht Robrecht zijn eerste single uit, getiteld De overkant. Zijn eerste hit had hij een jaar later met Magie, dat de 18de plaats behaalde in de Ultratop 50. De opvolger Vurige tongen deed het met een 16de plaats zelfs nog iets beter. Alle drie de singles stonden op zijn debuutalbum Magie. In 1994 bereikte Robrecht opnieuw de hitlijsten met de single Fatsoen, afkomstig van zijn tweede album Hoopvol. In de jaren die volgden bleef hij actief optreden en muziek maken.
Robrecht woonde enkele jaren op een Iers eiland in een dorp met 200 inwoners, waar hij een opnamestudio had. Tegenwoordig woont en werkt hij opnieuw in Vlaanderen.

## Discografie

### Albums
- Magie (1992)
- Hoopvol (1994)
- Vertrouwen (1995)
- Storm (1997)
- Dwarsligger (1999)
- Robrecht (2002)
- Robrecht live (2005)
- Eiland (2012)
- 2020 (2020)
- 2021 (2021)

### Singles (hitnoteringen)
| Single met hitnotering(en) in de Vlaamse Ultratop 50 | Datum van verschijnen | Datum van binnenkomst | Hoogste positie | Aantal weken | Opmerkingen                 |
| ---------------------------------------------------- | --------------------- | --------------------- | --------------- | ------------ | --------------------------- |
| Magie                                                | 1992                  | 13-03-1993            | 18              | 11           | Nr. 3 in de Vlaamse Top 10  |
| Vurige tongen                                        | 1992                  | 26-06-1993            | 16              | 11           | Nr. 2 in de Vlaamse Top 10  |
| Fatsoen                                              | 1994                  | 26-03-1994            | 40              | 7            | Nr. 3 in de Vlaamse Top 10  |
| Oude liefde                                          | 2012                  | 09-06-2012            | tip45           | -            |                             |
| Laat het zijn                                        | 2020                  | 17-10-2020            | tip             | -            | Nr. 30 in de Vlaamse Top 50 |
| November                                             | 2020                  | 14-11-2020            | tip             | -            | Nr. 46 in de Vlaamse Top 50 |
| Ooit                                                 | 2021                  | 16-01-2021            | tip             | -            | Nr. 35 in de Vlaamse Top 50 |
| Ooit had ik                                          | 2021                  | 08-05-2021            | tip26           | -            | Nr. 14 in de Vlaamse Top 50 |

### Overige singles
- De overkant (1991)
- Zonder jou (1992)
- De strijd (1993)
- Ben je vergeten (1994)
- 'k Heb nu geen zin (1994)
- Vertrouwen (1995)
- Oorlog en vrede (1995)
- In mijn dromen (1995)
- Hoor m'n lied (1996)
- Van nu af aan (1996)
- Zeg het maar (1996)
- Storm (1997)
- Bas bij R.E.M. (1997)
- Kom bij me (1999)
- Dwarsligger (1999)
- Song for Africa (2001, met Mafall Sene)